# تحدي مومو
تحدي مومو هي لعبة تحدي ظهرت على الإنترنت في منتصف عام 2018 وانتشرت بشكل كبير من خلال وسائل التواصل الاجتماعي. تستهدفُ اللعبة أو التحدي الأطفال والمراهقين حيثُ تغري المستخدمين بالاتصال بمستخدم يُدعى مومو فيرد هذا الأخير من خلال تهديد الذي اتصلَ به بالقتل في حالة ما لم يقم بتنفيذ سلسلة من المهام الخطرة. على الرغمِ من كثرة الحديث عن التحدي وتداوله على نطاق واسع في مختلف الدول إلّا أنّ عدد الشكايات قليل نسبيًا فيما لم تتحدث تقارير الشرطة عن أي تأثير مباشر لهذه الظاهرة على أفراد المجتمع.

## الخلفية
لفتَ تحدي مومو انتباه مستخدمي النت في تموز/يوليو 2018 بعدما قام عددٌ من اليوتيوبر بنشر فيديوهات يحكونَ فيها عن قصتهم أو تجربتهم مع مومو. يقومُ التحدي بالأساس على الاتصال بمومو الذي لهُ رقم هاتف محدد على تطبيق الواتساب ومن ثمّ تبدأ سلسلة الرسائل أو المكالمات بين الشخصيّة من جهة وبين مومو من جهة ثانية. كما هو الحال مع باقي التحديات أو الظواهر التي انتشرت على النت بشكل سريع مثل لعبة الحوت الأزرق؛ فإنّ مومو يطلبُ من المستخدم المُتصل به تنفيذ سلسلة من المهام وفي حالة ما رفض؛ ينتقل للتهديد والوعيد من خِلال إرسال رسائل مخيفة أو تلكَ التي تحتوي على عنف تصويري.
على الرغم من أن السلطات لم تؤكد أي تأثير مباشر لهذا التحدي؛ إلّا أنّ قوات الأمن وإدارات المدارس في عدة دول أصدرت تحذيرات حول تحدي مومو ونشرت ملفات ووسائط حول السلامة على الإنترنت كما شجعت المستخدمين في واتساب على حجب أو حظر أرقام الهواتف الغير معروفة وتقديم بلاغ للشرطة في حالة ما وصل الأمر للتنمر الإلكتروني أو التهديد.
وتعليقًا على الشائعات العديدة حول انتحار عدد من الأشخاص بسبب تحدي مومو؛ يرى خبراء الأمن أن الهدف من هذه الظاهرة هو خلق موجة منَ الذعر الأخلاقي لكسب التحدي مزيدًا من الشهرة. جديرٌ بالذكر هنا أنّه وبحلول أيلول/سبتمبر من عام 2018؛ صارت معظم أرقام الهواتف المرتبطة بتحدي مومو خارج الخدمة.

## الانتشار

### الأرجنتين
تحدثت تقارير وسائل الإعلام المحليّة في دولة الأرجنتين عن انتحار طفل لم يتجاوز الثانية عشر من عمره بسبب تحدي مومو إلّا أن السلطات لم تؤكد ذلك وتعتقدُ أنّه لا صلة بين ما حصل وبين ما يطلبهُ مومو.

### البرازيل
لم تُؤكد السلطات في البرازيل أي حالة مرتبطة بتحدي مومو إلّا أنها حذرت الآباء وأولياء الأمور من مغبة ما قد يحصل للأطفال على النت وبخاصة ابتزازهم للحصول على المال أو شيء من هذا القبيل.

### كندا
في مقاطعة كيبيك؛ ذكرت الشرطة المحلية في لونغوي، شيربروك وغاتينو مشاركة بعض من قاطني هذه المناطق في تحدي مومو لكنّها نفت في المقابل توصلها بأيّ شكاية من هذا النوع كما حذرت المستخدمين من تبادل المعلومات الشخصية أو الحساسة مع أرقام الهواتف المجهولة. في هذا الصدد؛ تقولُ شرطة الخيالة الملكية الكندية أنّها رصدت انتشارًا لهذه الظاهرة ولكنها غير متيقنة أو متأكدة فيما إذا كان لها علاقة بأيّ حادث انتحار حصلَ خلال تلك الفترة.

### كولومبيا
لم تُؤكد الشرطة التقارير الإخبارية التي ربطت بين وفاة شابين في باربوسا وتحدي مومو في أوائل أيلول/سبتمبر 2018.

### أوروبا
في فرنسا؛ كانت تقومُ مجموعة كوّنتها وزارة الخارجية باستعراضٍ يومي في أواخر تموز/يوليو 2018 للحديث عن آخر التطورات فيما يخصّ هذا التحدي. في وقتٍ لاحق من شهر تشرين الثاني/نوفمبر قدّم والد شكاية لمركز شرطة محلّي في فرنسا حول احتمال انتحارِ ابنه بسبب تحدي مومو. أمّا في ألمانيا فإنّ الشرطة كانت على علم بِسلسلة الرسائل هذه والتي تتعلقُ بشكلٍ مباشر بتحدي مومو فيما طلبَ عددٌ من المواطنين تدخل الأجهزة المختصة لتخليصِ الناس من هذا التحدي. نفس الأمر في لوكسمبورغ؛ حيث نصحت الشرطة مواطني الدولة بحظرِ الأرقام المجهولة على تطبيق واتساب أو أيّ تطبيقٍ آخر. في المُقابل ذكرت النيابة العامة البلجيكيّة في 6 تشرين الثاني/نوفمبر 2018 أنّ صبيًا يبلغُ من العمر 13 سنة قد شنقَ نفسهُ بسبب التحدي.[بحاجة لمصدر أفضل] حذرت الشرطة الوطنية في إسبانيا الناس بالبقاء بعيدا عن هذهِ التحديات التي تطفو على السطح بينَ الفينة والأخرى مشيرة إلى أنّ تحدي مومو صارت ظاهرة تعرفُ رواجًا كبيرًا في صفوف المراهقين. في المملكة المتحدة؛ حذرت بعضُ إدارات المدارس من هذه الظاهرة وأكّدت على انتشارها في شباط/فبراير عام 2019 وخاصّة في أيرلندا الشمالية مما دفع قوات الأمن إلى نشرِ تحذيرٍ علني على موقع فيسبوك.

### الهند
بحلول 29 آب/أغسطس عام 2018 نشرت إدارة التحقيقات الجنائية في ولاية البنغال الغربية أنّ ربط وسائل الإعلام بين تحدي مومو وبين حالتي انتحار في صفوف المراهقين غير صحيحة ومبالغة في ظلّ عدم وجود أيّ دليل يؤكد هذا الزغم. ترى إدارة التحقيقات أنّ تحدي مومو صار مشهورًا من خلال إصرار بعض الشباب على تداوله ومحاولتهم نشر حالة من الذعر في صفوف المراهقين كنوع من السخريّة أو لغرض الضحك.
فتحت الإدارة في وقتٍ لاحق تحقيقًا في الموضوع فيما حذرت شرطة مومباي السكان من مخاطر السماح للأرقام المجهولة بالتواصل معهم داعية إلى تقديم شكوى في مثل هذهِ الحالات. نفت الشرطة أيّ علاقة بينَ تحدي مومو وبينَ وفتاة في تشيناي كانت قد انتحرت بعدما تركت مذكرة تُعبر فيها عن إحباطها بسببِ انخفاض درجاتها. في السياق ذاته؛ طلبت الشرطة من وسائل الإعلام في أوديشا الامتناع عن نشر تقارير غير مؤكدة تربطُ بين حالات الانتحار وتحدي مومو.

### المكسيك
بدأت السلطات المكسيكيّة سلسلة تحقيقات في الجرائم التي تقعُ على الإنترنت كما نشرت عديد الكُتب المصغرة التي تشرحُ لأولياء الأمور كيفَ نشأَ تحدي مومو وخطورته على الأطفال والمراهقين وكذا سُبل الوقاية منه وذلك بعدما قامَ عددٌ من الشباب بتأسيس مجموعة على فيسبوك وتناقلوا فيها كل ما يتعلق بتحدي مومو.

### باكستان
أعلنَ وزير تكنولوجيا المعلومات في دولة باكستان عزمهُ تقديمَ مشروع قانون يحظرُ توزيع كل من تحدي مومو ولعبة الحوت الأزرق.

### الفلبين
حذرت الشرطة في الفلبين الآباء والأمهات كما دعتهم إلى توخي الحذر من خِلال مراقبة نشاط الأطفال عبر الإنترنت وذلك بعدما تُوفيَّ طفل يبلغُ من العمر 11 سنة بجرعة زائدة من المخدرات في 11 كانون الثاني/يناير 2019 وتمّ الربطُ بينَ ما أقدمَ على القيام به وبين التحدي على الرغم من عدم وجود تأكيد رسمي منَ السلطات.

### الولايات المتحدة
في أوائل آب/أغسطس عام 2018؛ حذرت الشرطة المحلية في الولايات المتحدة السكان مِن مخاطر هذه الظاهرة فيما تلقت بعض السلطات القضائية العديد من الشكاوي حول هذا الموضوع لكنّها لم تُؤكد على حصول أي حادثة جرّاء تحدي مومو. زادت شهرة التحدي بعدما ظهرت شخصيّة مومو في لعبة ماين كرافت وذلك عقبَ تصميمها من قِبل لاعبين محهولين. بدأت بعضُ التقارير الإخبارية في الربطِ بينَ تحدي مومو من جهة وحالات الانتحار من جهة ثانيّة فيما أعلنت مايكروسوفت أنها بصدد اتخاذ تدابير ترمي إلى تقييد الوصول لهذا النوع من التحديات.

## صورة مومو
حسب ما تمّ تداوله فإنّ صورة مومو عبارة عن صورة منحوتة كانت قد أنتجتها شركة كيسوكي آيساوا قبل مدة، إلّا أنّ الشركة نفت علاقتها أو تورطها في تحدي مومو أو أي شيء مِن هذا القبيل. نُشرت الصورة لأوّل مرة على النت في عام 2016 وهي عبارة عن امرأة جاحظة العينين معَ منقار ضخم وفم قصير وملامح مشوهة. منذ ظهور تحدي مومو والتقارير الإخبارية تتحدثُ عن أنّ هذه الشخصيّة قد نُحتت من قِبل الفنان الياباني ميدوري هاياشي الذي لم يرفعها على النت في أيّ وقت.